# Annekathrin Bürger
Annekathrin Bürger (Berlin-Charlottenbourg, 3 avril 1937) est une actrice allemande. Elle a beaucoup tourné pour la DEFA.

## Filmographie
Cinéma
- 1961 : Cinq jours, cinq nuits
- 1970 : Erreur fatale (Tödlicher Irrtum)

Télévision
- 2004 : College Party